# Hans Abraham Kruuse af Verchou
Hans Abraham Kruuse af Verchou (även Krause), född 9 juni 1626 på Varchow, död 14 november 1688 i Umeå var en svensk militär och landshövding.

## Biografi
Kruuse föddes på det mecklenburgska godset Varchow som son till lantrichter Henning Kruuse till Varchow och Bredenfelde och hans hustru Anna Margareta von Krassow. Han gick 1645 i tjänst i franska armén och hann befordras till fänrik, då han 1648 följde med drottning Maria Eleonora på hennes återresa till Sverige och blev hovjunkare. Han utnämndes 1654 till kapten vid Dalregementet, och befordrades 1657 till major, 1660 till överstelöjtnant och blev chef för regementet i oktober 1673. 1674 befordrades han till generalmajor. Kruuse deltog i slagen vid Halmstad, Lund och Landskrona. 1679 upphöjdes han till friherrligt stånd. Kruuse utnämndes 1683 till landshövding i Västerbottens län, och avled under sin tid där i Umeå i november 1688. 
Våren 1689 fördes hans kista ned till Stockholm för begravning i Jakobs kyrka. Möjligen överfördes dock hans kropp senare till Grödinge kyrka, där hans vapen idag är uppsatt.